# Чедер
Чедер (тув.:…) – озеро у Республіці Тива, Росія. Вода солена, мінералізація коливається від 14 г/дм³ у квітні та травні, до 2125 г/дм³ у серпні. Розташовано на відстані 45 км на південь від столиці республіки міста Кизила.
Озеро має форму неправильного еліпса, розділеного на два плеса: малий та великий.

## Курорт
З 1932 року на березі озера функціонує курорт кліматогрязебальнеологічний курорт «Чедер». Донні відклади озера представлені сірим мулом із запахом сірководню. Товщина грязевого шару в центрі озера сягає одного метру, а запас грязей, які придатні для лікувальних цілей визначений 1,5 млн куб м. За основними фізико-хімічними критеріями відповідає середньо-сульфідними високо мінералізованими сульфіділовим лікувальним грязям. Найцінніша за фізико-хімічними характеристиками грязь знаходиться в північній частині озера. Крім того є Чедерське родовище підземних мінеральних вод.